# Phronima atlantica
Phronima atlantica is een vlokreeftensoort uit de familie van de Phronimidae. De wetenschappelijke naam van de soort is voor het eerst geldig gepubliceerd in 1836 door Guerin-Meneville.